# 里梅泰亞鄉

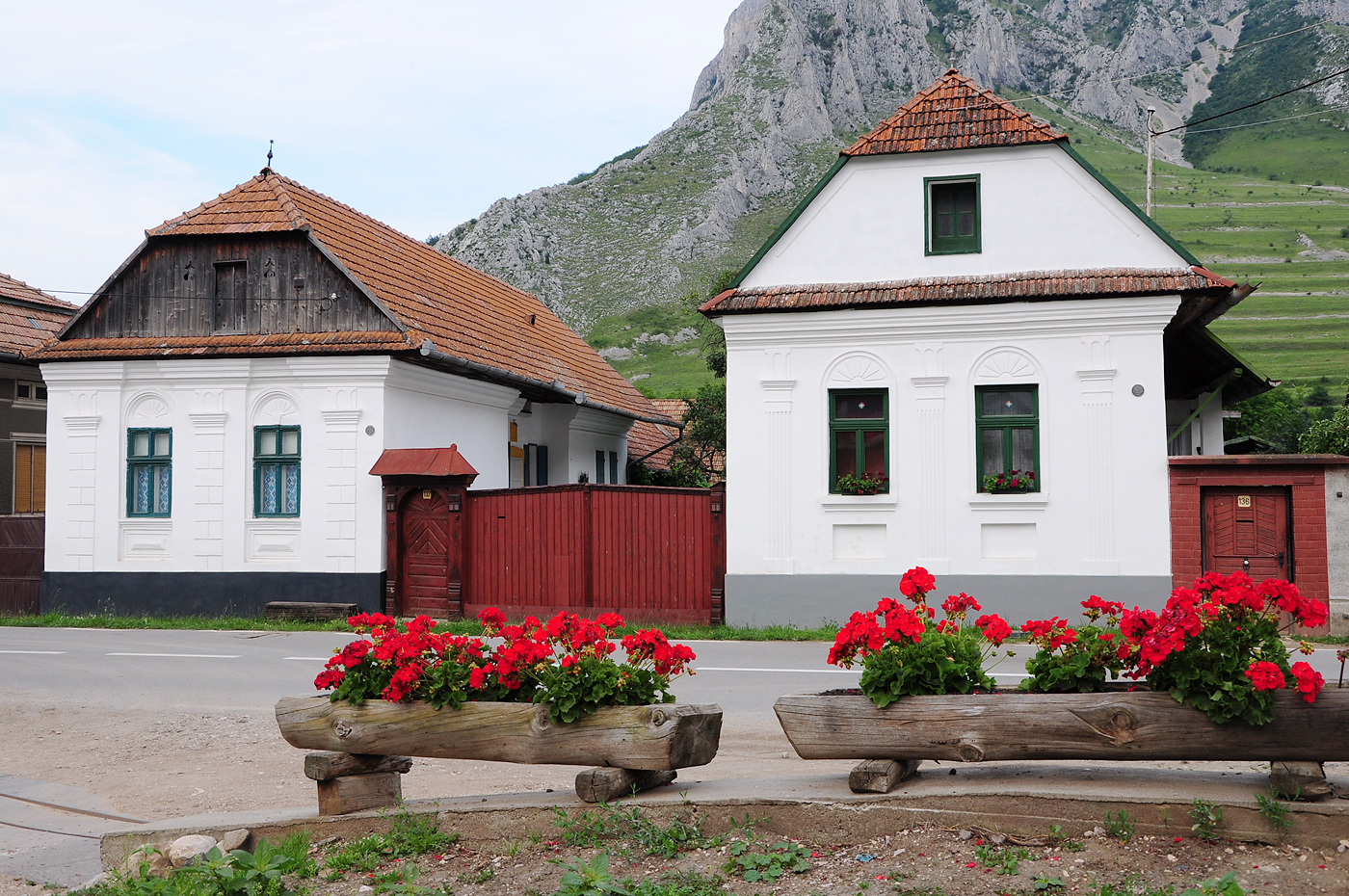

46°27′N 23°34′E / 46.450°N 23.567°E
里梅泰亞鄉（羅馬尼亞語：Comuna Rimetea, Alba），是羅馬尼亞的鄉份，位於該國中部，由阿爾巴縣負責管轄，面積57平方公里，海拔高度678米，2011年人口1,126，人口密度每平方公里20人。